# Matthias Zirzow
Matthias Zirzow (* 17. Juli 1969 in Berlin) ist ein deutscher Autor und Filmregisseur.

## Leben
Zirzow wuchs in Berlin auf. Nach Beendigung seines Studiums in den Fächern Geschichte und Germanistik arbeitete er im Bereich Film- und Fernsehen zunächst als Regieassistent und Editor.
Seit 2007 ist er als Regisseur für Film- und Fernsehserien, Musikvideos und Werbespots tätig. Für den Kinderkanal KiKA drehte er unter anderem 37 Folgen der bekannten Serie Schloss Einstein.
2015 konzipierte Zirzow die achtteilige Kinderserie Der Krieg und Ich.

## Filmografie
Quelle:

### Projekte als Drehbuchautor
- 2017: Der Krieg und ich
- 2011: Chefkoch – Hast Du schon mal

### Projekte als Regisseur
- 2008–2011: Schloss Einstein
- 2011: Chefkoch-Hast Du schonmal
- 2011–2013: In aller Freundschaft
- 2017: Der Krieg und Ich
- 2020: Deutschlands große Clans 4711 (AT)
- 2020: Alarmstufe Paul (aka: Alarmstufe: Paul) (AT)

## Auszeichnungen
- 2018: Goldener Spatz für die Serie Der Krieg und ich
- 2018: Walkiria für die Serie Der Krieg und ich